# تشارلز هاردينغ لورينغ
تشارلز هاردينغ لورينغ (بالإنجليزية: Charles Harding Loring) هو مهندس أمريكي، ولد في 26 ديسمبر 1828 في بوسطن في الولايات المتحدة، وتوفي في 5 فبراير 1907.